# نيقلاوس ويرث
نيقلاوس ويرث (بالألمانية: Niklaus Wirth)‏ (مواليد 15 فبراير 1934 في فينترتور، سويسرا – 01 يناير 2024) عالم حاسوب ويعرف بتصميم عدد من لغات البرمجة وأشهرها باسكال ويعتبر رائد في مجال هندسة البرمجيات. في عام 1984 فاز بجائزة تورنغ لتطوير سلسلة من لغات الكمبيوتر المبتكرة.

## وصلات خارجية
- نيقلاوس ويرث على موقع IMDb (الإنجليزية)
- نيقلاوس ويرث على موقع الموسوعة البريطانية (الإنجليزية)
- نيقلاوس ويرث على موقع إن إن دي بي (الإنجليزية)
- السيرة الذاتية على المعهد الفدرالي للتكنولوجيا في زيوريخ.